# 克莉絲蒂安妮·艾伯哈爾汀
克莉絲蒂安妮·艾伯哈爾汀（德語：Christiane Eberhardine，1671年12月19日—1727年9月4日），波蘭王后，1697年至1727年在位。
1693年，克莉絲蒂安妮·艾伯哈爾汀與薩克森選侯約翰·格奧爾格四世的弟弟腓特烈·奧古斯特結婚。隔年約翰·格奧爾格四世去世，克莉絲蒂安妮·艾伯哈爾汀的丈夫繼任為薩克森選侯（稱腓特烈·奧古斯特一世）。1696年兩人的獨子腓特烈·奧古斯特出生，隔年腓特烈·奧古斯特一世被選為波蘭國王（稱奧古斯特二世），並昄依羅馬天主教。然而，克莉絲蒂安妮·艾伯哈爾汀拒絕隨丈夫昄依天主教，甚至沒有出席奧古斯特二世的加冕儀式。在奧古斯特二世在位期間，她始終未踏上波蘭的土地。克莉絲蒂安妮·艾伯哈爾汀於1727年去世，享年55歲。